# إستر دايسون
إستر دايسون (بالإنجليزية: Esther Dyson) (و. 1951  م) هي صحفية، ومسيرة أعمال أمريكية، ولدت في زيورخ.

## التعليم
تعلمت في جامعة هارفارد.

## وصلات خارجية
- إستر دايسون على موقع IMDb (الإنجليزية)
- إستر دايسون على موقع إن إن دي بي (الإنجليزية)
- إستر دايسون في قاعدة بيانات الأفلام على الإنترنت